# Andersby ängsbackars naturreservat
Andersby ängsbackar är ett naturreservat i Uppsala län, 205 hektar stort, varav 136 hektar land. Det ligger vid Dannemorasjön, cirka 5 kilometer söder om Österbybruk. Det är ett gammalt kulturlandskap där människan och hennes djur har funnits sedan järnåldern. Här finns ett stort sammanhängande ädellövskogsparti. Området är småkuperat och Vattholmaåsen, en rullstensås, löper rakt igenom området. Växt- och djurlivet är mycket artrikt och det förekommer ekologisk forskning i området.